# Aselas camella
Aselas camella är en nattsländeart som beskrevs av Barnard 1934. Aselas camella ingår i släktet Aselas och familjen krumrörsnattsländor. Inga underarter finns listade i Catalogue of Life.